# Киреєва Вікторія Станіславівна
Вікто́рія Станісла́вівна Кире́єва  (нар. 9 вересня 1988 року, м. Бердичів Житомирської області) — українська політична діячка, урядовиця, державна менеджерка, природозахисниця. Заступниця Міністра захисту довкілля та природних ресурсів України (з 2023 року).

## Освіта та кар'єра
Народилася 9 вересня 1988 року в місті Бердичів Житомирської області. 
У 2011 закінчила Національний транспортний університет за спеціальністю еколог та здобула ступінь магістра за спеціальністю інженер з охорони навколишнього середовища. 
Паралельно, у 2013 році здобула другу вищу освіту в Інституті економіки та бізнесу на транспорті Національного транспортного університету за спеціальністю економіка підприємства.
У 2019 закінчила Національну академію державного управління при Президентові  України за спеціальністю Публічне управління та адміністрування 
З 2012 до 2016 працювала в компаніях по наданню екологічних консультацій спершу екологом, а згодом начальницею відділу охорони навколишнього середовища та заступницею директора супроводження проектів та програм.   
У 2015 році обрана депутаткою Київської обласної ради від Радикальної партії Олега Ляшка.
З 2016 до 2020 — директорка департаменту екології та природних ресурсів у Київській обласній державній адміністрації. 
У 2020 році балотувалась у Київську обласну раду від фракції «Слуга народу», проте не була обрана.
У 2020 Вікторія Киреєва почала роботу в Міністерстві захисту довкілля та природних ресурсів України. У 2020 — 2022 була директоркою Департаменту дозвільно-ліцензійної діяльності та промислового забруднення. У 2022 — 2023 очолювала Департамент запобігання промисловому забрудненню та кліматичної політики. 
У 2023 Вікторія Киреєва стала заступницею міністра захисту довкілля та природних ресурсів України. Відповідала за охорону атмосферного повітря, моніторинг довкілля, кліматичну політику, екологічний аудит, збереження біорізноманіття, зелені фінанси та реформу запобігання промисловому забрудненню. 
Відповідала за роботу українського павільйону    на Конференції ООН зі зміни клімату СОР28 у Дубаї, ОАЕ (2023 рік) та СОР29 у Баку, Азербайджан (2024 рік)
Відповідальна за Орхуську конвенцію — доступ до екологічної інформації. 
У 2024 обрана депутатом Київської обласної ради, в рамках нового скликання у зв’язку зі зміною складу депутатського корпусу.  

## Особисте життя
Одружена з 2013 року.  
У 2021 у подружжя народився син.